# Набережно-Крещатицкая улица
На́бережно-Креща́тицкая улица (укр. Набережно-Хрещатицька вулиця) — улица в Подольском районе города Киева. Пролегает от Почтовой площади до Туровской и Набережно-Луговой улиц.
Одна из древнейших улиц Киева, имела название Большая Креща́тицкая, Креща́тик, Креща́тицкая, поскольку, по преданиям, именно по этой улице киевляне в 988 году шли на крещение. Современное название — с 1869 года; дано во избежание дублирования с названием новой на то время улицы Крещатик, которая становилась центральной магистралью города.
К Набережно-Крещатицкой примыкают: Набережное шоссе — Боричев спуск — улицы Игоревская — Андреевская — Борисоглебская — Ильинская — Григория Сковороды — Спасская — Хорива — Верхний Вал — Нижний Вал — Рыбальский вантовый мост — Ярославская и Щекавицкая улицы.

## Транспорт
- Автобусы №№ 115, 62
- Трамваи №№ 11, 12, 14, 18, 19 (Контрактовая площадь)
- Станция метро «Контрактовая площадь»
- Станция метро «Почтовая площадь»